# Cybianthus
Cybianthus é um género botânico pertencente à família Myrsinaceae.

## Espécies
- Cybianthus agostinianus
- Cybianthus albiflorus
- Cybianthus alpestris
- Cybianthus amplus
- Cybianthus angustifolius

1. ↑  «Cybianthus — World Flora Online». www.worldfloraonline.org. Consultado em 19 de agosto de 2020